# Randy Couture
Randy Duane Couture, né le 22 juin 1963 à Lynnwood (État de Washington)[réf. nécessaire], est un ancien pratiquant de lutte gréco-romaine et un combattant d'arts martiaux mixtes (MMA). Il faisait partie de la Team Quest, une équipe de combattants basée à Gresham (Oregon) avant de créer son lieu d'entraînement. 
De par son passé de lutteur et ses capacités naturelles, Couture est spécialisé dans le ground and pound, technique de combat dans laquelle on amène l'adversaire au sol dans le but de prendre une position dominante et d'où l'on peut frapper avec les poings pour finir le combat. Couture a également pratiqué le cross training. En plus de sa base de lutteur, il maîtrise la boxe et le jiu-jitsu brésilien.
Le 24 juin 2006, lors de la finale de l'émission The Ultimate Fighter 3, Couture devient le quatrième combattant de l'histoire à être introduit au Hall of Fame de l'UFC. Le 11 novembre 2008, à l'UFC 91, après une absence d'une année et demi pour avoir vainement cherché à rencontrer Fedor Emelianenko (en raison des contrats d'exclusivité de l'UFC), Randy Couture revient dans l'organisation affronter Brock Lesnar. La ceinture de champion du monde heavyweight est en jeu. Au deuxième round, Couture perd par KO après une avalanche de coups en ground and pound. Il perd ainsi son titre de champion du monde.
Randy Couture a joué dans quatre films de la saga cinématographique Expendables.

## Parcours en arts martiaux mixtes
Le 6 février 2010, Randy Couture participe au premier match entre deux combattants déjà membres du Temple de la renommée de l'UFC, en affrontant Mark Coleman en tête d'affiche de l'UFC 109.
Après avoir contrôlé debout le premier round, Couture amène son adversaire au sol pour s'installer en position montée. Il passe ensuite dans son dos pour le soumettre par étranglement arrière au début de la seconde reprise.
Après cette victoire, le prochain combat de Randy Coutre se profile face à l'ancien champion des poids moyens de l'UFC, Rich Franklin, pour l'UFC 115 en juin 2010.
Mais ce dernier remplace finalement Tito Ortiz blessé, et adversaire prévu de Chuck Liddell lors de la même soirée.
Couture accueille alors le champion de boxe, James Toney dans un combat en poids lourds lors de l'UFC 118 du 28 août 2010. Le boxeur vient de signer avec l'UFC pour prouver la supériorité de la boxe sur les MMA,
mais peu d'observateurs voient Toney gagnant dans ces règles.
Effectivement, Couture domine rapidement cette rencontre très médiatisée. Le boxeur est rapidement amené au sol, et perd finalement par soumission en étranglement bras-tête dès le premier round.
Randy Couture déclare alors n'être intéressé que par un possible dernier combat face à Lyoto Machida ou l'actuel champion des poids mi-lourds de l'UFC, Maurício Rua, dans un match sans titre en jeu.
C'est face au premier qu'il est programmé pour l'UFC 129 du 30 avril 2011 à Toronto.
Machida remporte la victoire par KO en un peu plus d'une minute seulement avec un coup de pied direct sauté au visage.
À l'âge de 47 ans, Randy Couture annonce alors après la rencontre qu'il met désormais fin à sa carrière dans les MMA.

## Palmarès en arts martiaux mixtes
| 30 combats     | 19 victoires | 11 défaites |
| Par KO         | 7            | 6           |
| Par soumission | 4            | 4           |
| Sur décision   | 8            | 1           |

### Historique des combats
| Résultat | Record | Adversaire               | Méthode                                 | Événement                         | Date              | Round | Temps | Lieu                                   | Notes |
| -------- | ------ | ------------------------ | --------------------------------------- | --------------------------------- | ----------------- | ----- | ----- | -------------------------------------- | --- |
| Défaite  | 19-11  | Lyoto Machida            | KO (front kick à la tête)               | UFC 129: St-Pierre vs. Shields    | 30 avril 2011     | 2     | 1:05  | Toronto, Ontario, Canada               | Combat en poids mi-lourd.                                                                                              |
| Victoire | 19-10  | James Toney              | Soumission (étranglement bras-tête)     | UFC 118: Edgar vs Penn 2          | 28 août 2010      | 1     | 3:19  | Boston, Massachusetts, États-Unis      | James Toney veut démontrer que la boxe anglaise est plus efficace que les arts martiaux mixtes. Combat en poids lourd. |
| Victoire | 18-10  | Mark Coleman             | Soumission (étranglement arrière)       | UFC 109: Relentless               | 6 février 2010    | 2     | 1:09  | Las Vegas, Nevada, États-Unis          | |
| Victoire | 17-10  | Brandon Vera             | Décision unanime                        | UFC 105: Couture vs. Vera         | 14 novembre 2009  | 3     | 5:00  | Manchester, Angleterre                 | Retour en poids mi-lourd.                                                                                              |
| Défaite  | 16-10  | Antônio Rodrigo Nogueira | Décision unanime                        | UFC 102: Couture vs. Nogueira     | 29 août 2009      | 3     | 5:00  | Portland, Oregon, États-Unis           | |
| Défaite  | 16-9   | Brock Lesnar             | TKO (coups de poing)                    | UFC 91: Couture vs. Lesnar        | 15 novembre 2008  | 2     | 3:07  | Las Vegas, Nevada, États-Unis          | Perd le titre des poids lourds de l'UFC.                                                                               |
| Victoire | 16-8   | Gabriel Gonzaga          | TKO (coups de poing)                    | UFC 74: Respect                   | 25 août 2007      | 3     | 1:37  | Las Vegas, Nevada, États-Unis          | Défend le titre des poids lourds de l'UFC.                                                                             |
| Victoire | 15-8   | Tim Sylvia               | Décision unanime                        | UFC 68: The Uprising              | 3 mars 2007       | 5     | 5:00  | Columbus, Ohio, États-Unis             | Remporte le titre des poids lourds de l'UFC.                                                                           |
| Défaite  | 14-8   | Chuck Liddell            | KO (coup de poing)                      | UFC 57: Liddell vs. Couture 3     | 4 février 2006    | 2     | 1:28  | Las Vegas, Nevada, États-Unis          | Pour le titre des poids mi-lourds de l'UFC.                                                                            |
| Victoire | 14-7   | Mike Van Arsdale         | Soumission (étranglement anaconda)      | UFC 54: Boiling Point             | 20 août 2005      | 3     | 0:52  | Las Vegas, Nevada, États-Unis          | |
| Défaite  | 13-7   | Chuck Liddell            | KO (coups de poing)                     | UFC 52: Couture vs. Liddell 2     | 16 avril 2005     | 1     | 2:06  | Las Vegas, Nevada, États-Unis          | Perd le titre des poids mi-lourds de l'UFC.                                                                            |
| Victoire | 13-6   | Vitor Belfort            | TKO (arrêt du médecin)                  | UFC 49: Unfinished Business       | 21 août 2004      | 3     | 5:00  | Las Vegas, Nevada, États-Unis          | Remporte le titre des poids mi-lourds de l'UFC.                                                                        |
| Défaite  | 12-6   | Vitor Belfort            | TKO (coupure)                           | UFC 46: Supernatural              | 31 janvier 2004   | 1     | 0:49  | Las Vegas, Nevada, États-Unis          | Perd le titre des poids mi-lourds de l'UFC.                                                                            |
| Victoire | 12-5   | Tito Ortiz               | Décision unanime                        | UFC 44: Undisputed                | 26 septembre 2003 | 5     | 5:00  | Las Vegas, Nevada, États-Unis          | Remporte le titre des poids mi-lourds de l'UFC.                                                                        |
| Victoire | 11-5   | Chuck Liddell            | TKO (coups de poing)                    | UFC 43: Meltdown                  | 6 juin 2003       | 3     | 2:40  | Las Vegas, Nevada, États-Unis          | Remporte le titre intérimaire des poids mi-lourds de l'UFC.                                                            |
| Défaite  | 10-5   | Ricco Rodriguez          | Soumission (coup de coude)              | UFC 39: The Warriors Return       | 27 septembre 2002 | 5     | 3:04  | Uncasville, Connecticut, États-Unis    | Pour le titre vacant des poids lourds de l'UFC.                                                                        |
| Défaite  | 10-4   | Josh Barnett             | TKO (coups de poing)                    | UFC 36: Worlds Collide            | 22 mars 2002      | 2     | 4:35  | Las Vegas, Nevada, États-Unis          | Perd le titre des poids lourds de l'UFC. Barnett testé positif aux stéroïdes après le combat.                          |
| Victoire | 10-3   | Pedro Rizzo              | TKO (coups de poing)                    | UFC 34: High Voltage              | 2 novembre 2001   | 3     | 1:38  | Las Vegas, Nevada, États-Unis          | Défend le titre des poids lourds de l'UFC.                                                                             |
| Victoire | 9-3    | Pedro Rizzo              | Décision unanime                        | UFC 31: Locked and Loaded         | 4 mai 2001        | 5     | 5:00  | Atlantic City, New Jersey, États-Unis  | Défend le titre des poids lourds de l'UFC.                                                                             |
| Défaite  | 8-3    | Valentijn Overeem        | Soumission (étranglement en guillotine) | Rings: King of Kings 2000 Final   | 24 février 2001   | 1     | 0:56  | Tokyo, Japon                           | |
| Victoire | 8-2    | Tsuyoshi Kohsaka         | Décision unanime                        | Rings: King of Kings 2000 Final   | 24 février 2001   | 2     | 5:00  | Tokyo, Japon                           | |
| Victoire | 7-2    | Kevin Randleman          | TKO (frappes)                           | UFC 28: High Stakes               | 17 novembre 2000  | 3     | 4:13  | Atlantic City, New Jersey, États-Unis  | Remporte le titre des poids lourds de l'UFC.                                                                           |
| Victoire | 6-2    | Ryushi Yanagisawa        | Décision majoritaire                    | Rings: King of Kings 2000 Block A | 9 octobre 2000    | 2     | 5:00  | Tokyo, Japon                           | |
| Victoire | 5-2    | Jeremy Horn              | Décision unanime                        | Rings: King of Kings 2000 Block A | 9 octobre 2000    | 3     | 5:00  | Tokyo, Japon                           | |
| Défaite  | 4-2    | Mikhail Ilyukhin         | Soumission (kimura)                     | Rings: Rise 1st                   | 20 mars 1999      | 1     | 7:43  | Japon                                  | |
| Défaite  | 4-1    | Enson Inoue              | Soumission (clé de bras)                | Vale Tudo Japan 1998              | 25 octobre 1998   | 1     | 1:39  | Japon                                  | |
| Victoire | 4-0    | Maurice Smith            | Décision majoritaire                    | UFC Japan: Ultimate Japan         | 21 décembre 1997  | 1     | 21:00 | Yokohama, Japon                        | Remporte le titre des poids lourds de l'UFC.                                                                           |
| Victoire | 3-0    | Vitor Belfort            | TKO (coups de poing)                    | UFC 15: Collision Course          | 17 octobre 1997   | 1     | 8:16  | Bay St. Louis, Mississippi, États-Unis | |
| Victoire | 2-0    | Steven Graham            | TKO (coups de poing)                    | UFC 13: Ultimate Force            | 30 mai 1997       | 1     | 3:13  | Augusta, Géorgie, États-Unis           | Remporte le tournoi des poids lourds de l'UFC 13.                                                                      |
| Victoire | 1-0    | Tony Halme               | Soumission (étranglement arrière)       | UFC 13: Ultimate Force            | 30 mai 1997       | 1     | 0:57  | Augusta, Géorgie, États-Unis           | |

## Titres et récompenses
- Vainqueur du tournoi poids lourd de l'UFC 13
- Deux fois champions poids lourd léger de l'UFC
- Champion poids lourd léger par intérim de l'UFC
- Trois fois champion poids lourd de l'UFC
- Hall of Fame de l'Ultimate Fighting Championship
- Premier six fois champion de l'histoire de l'UFC
- Premier combattant de l'histoire de l'UFC à tenir un titre en poids lourd léger et en poids lourds
- Premier combattant de l'histoire de l'UFC à devenir champion après avoir été intronisé dans le Hall of Fame

## Filmographie
- 2003 : En sursis d'Andrzej Bartkowiak : Fighter #8
- 2006 : Invincible : 'Toruci' Player #1
- 2007 : Le Grand Stan : Carnahan
- 2008 : Redbelt : Dylan Flynn
- 2008 : Le Roi Scorpion 2 : Guerrier de légende : Sargon
- 2010 : Expendables : Unité spéciale : Toll Road
- 2011 : Braqueurs : Petey
- 2012 : Expendables 2 : Unité spéciale de Simon West : Toll Road
- 2012 : Hijacked : Paul Ross
- 2013 : Hard Rush (en) (Ambushed) de Giorgio Serafini : Jack Reiley
- 2014 : Expendables 3 : Toll Road
- 2015 : Hawaii 5-0 (série télévisée) : Jason Duclair (saison 5, épisode 16) (saison 6 épisode 2) (saison 6 épisode 21) (saison 8 épisode 1)
- 2018 : The Row de Matty Beckerman : Détective Cole
- 2019 : The Hard Way de Keoni Waxman : Briggs
- 2019 : D-Day de Nick Lyon : Major Cleveland Lytle
- 2022 : Expendables 4 (The Expendables 4) de Scott Waugh : Toll Road